# جيمس توبر
جيمس توبر هو ممثل كندي، ولد في 4 أغسطس 1965 بدارتموث في كندا.

## أعمال

### أفلام
- (2001) جو القذر[4]
- (2011) بطاريق السيد بوبر[5]

### مسلسلات
- أكاذيب كبيرة صغيرة
- بنات غيلمور
- نيويورك
- كيف قابلت أمكما

## وصلات خارجية
- جيمس توبر على موقع IMDb (الإنجليزية)
- جيمس توبر على موقع ألو سيني (الفرنسية)
- جيمس توبر على موقع أول موفي (الإنجليزية)
- جيمس توبر على موقع قاعدة بيانات الأفلام السويدية (السويدية)
- جيمس توبر على موقع إن إن دي بي (الإنجليزية)
- جيمس توبر على موقع قاعدة بيانات الفيلم (الإنجليزية)
- جيمس توبر على موقع كينوبويسك (الروسية)